# Protostega
 (mai 2017).
Si vous disposez d'ouvrages ou d'articles de référence ou si vous connaissez des sites web de qualité traitant du thème abordé ici, merci de compléter l'article en donnant les références utiles à sa vérifiabilité et en les liant à la section « Notes et références ».
Genre
Espèces de rang inférieur
- † "Protostega" anglica (?)
- † Protostega gigas (espèce type)
- † "Protostega" eaglefordensis (statut douteux)

Protostega est un genre éteint de tortues marines, appartenant à la famille des Protostegidae et contenant au moins l'espèce Protostega gigas.

## Description
Durant l'époque du Crétacé supérieur, les océans recouvrant l'Amérique du Nord étaient des endroits dangereux, avec des mosasaures, pliosaures, requins, et crocodiles de mer régnant sur eux. La tortue marine Protostega avait une grande carapace sur la totalité de son corps. Mais celle-ci n'était pas constituée de plaques osseuses solides, comme beaucoup d'autres chéloniens en avaient. La couche osseuse de celle-ci était réduite à une bordure en forme de bague ronde, un pilier principal en dessous de l'os principal du dos, avec deux rangées de striures en dessous. Ceci rendait la carapace moins solide mais plus légère, afin de pouvoir s'échapper plus vite. Protostega avait aussi de grands membres supérieurs ressemblant à des nageoires, augmentant encore la vitesse de la tortue. Son régime alimentaire, réduit du fait qu'elle n'avait pas de dents comme toutes les tortues actuelles, était composé de tous les types de méduses existant à cette époque. Pour sa reproduction, elle creusait un trou dans le sable afin de favoriser l'éclosion des œufs grâce à la chaleur que le soleil dirigeait vers le sable, et ensuite pondait ses œufs[réf. nécessaire].

## Historique
Protostega gigas est l'espèce type du genre. Elle a été décrite par Edward Drinker Cope, en 1872.

## Principales espèces
Les études effectuées par Ren Hirayama en 1998 sur la famille des Protostegidae, conduisent à un genre monospécifique, formé de la seule espèce Protostega gigas. On connaît toutefois un certain nombre d'espèces portant le nom de genre de Protostega : il s'agit pour la plupart d'espèces actuellement attribuées à des genres différents, ou bien de synonymes d'espèces existantes, notamment de Protostega gigas :
- Protostega advena Hay, 1906 : intégrée dans le genre Chelosphargis Zangerl, 1953 ; voir Chelosphargis advena ;
- « Protostega » anglica dont le statut est douteux.
- Protostega copei Wieland, 1909, a été placée dans un genre spécialement créé pour elle, et rebaptisée Microstega copei par Ren Hirayama ;
- Protostega dixie Zangerl, 1953 : synonyme plus récent de Protostega gigas ;
- « Protostega » eaglefordensis Zangerl, 1953, est une espèce qui pose un problème : les travaux récents d'Hirayama établissent la validité de l'espèce, en précisant qu'elle ne fait pas partie du genre Protostega, mais sans pouvoir l'attribuer à un genre existant. Le nom de cette espèce est donc vraisemblablement amené à changer  ;
- Protostega potens Hay, 1908 : synonyme plus récent de Protostega gigas ;
- Protostega tuberosa Cope, 1872 : intégrée dans le genre Neptunochelys  Wieland, 1900 ; voir Neptunochelys tuberosa ;
- Archelon ischyros Wieland, 1896, et son synonyme plus récent, Archelon marshi Wieland, 1900, sont parfois désignées sous les noms de « Protostega ischyros » et « Protostega marshi ».